# Natação nos Jogos Pan-Americanos de 2003 - 200 m medley masculino
O evento dos 200 m medley masculino nos Jogos Pan-Americanos de 2003 foi realizado em 17 de agosto de 2003.

## Medalhistas
| Ouro   | TRI George Bovell  |
| Prata  | BRA Thiago Pereira |
| Bronze | USA Eric Donnelly  |

## Recordes
| Recorde mundial       | Michael Phelps (USA) | 1:55.94 | 09 de agosto de 2003 | College Park |
| Recorde pan-americano | Ron Karnaugh (USA)   | 2:00.92 | 18 de agosto de 1991 | Havana       |

## Resultados
| Posição | Nadador                      | Eliminatórias | Eliminatórias | Final      |
| Posição | Nadador                      | Tempo         | Posição       | Tempo      |
| ------- | ---------------------------- | ------------- | ------------- | ---------- |
| 1       | George Bovell (TRI)          | 2:03.88       | 1             | 1:59.49 GR |
| 2       | Thiago Pereira (BRA)         | 2:05.26       | 6             | 2:02.31 SA |
| 3       | Eric Donnelly (USA)          | 2:04.48       | 3             | 2:02.52    |
| 4       | James Galloway (USA)         | 2:04.75       | 5             | 2:02.74    |
| 5       | Tobias Oriwol (CAN)          | 2:05.89       | 7             | 2:03.07    |
| 6       | Diogo Yabe (BRA)             | 2:04.43       | 2             | 2:03.81    |
| 7       | Jeremy Knowles (BAH)         | 2:04.72       | 4             | 2:03.99    |
| 8       | Diego Urreta (MEX)           | 2:06.21       | 8             | 2:06.32    |
|         |                              |               |               |            |
| 9       | Bradley Ally (BAR)           | 2:06.40       | 9             | 2:05.09    |
| 10      | Chad Murray (CAN)            | 2:06.87       | 10            | 2:05.64    |
| 11      | Nicholas Bovell (TRI)        | 2:07.74       | 11            | 2:06.42    |
| 12      | Andrew MacKay (CAY)          | 2:08.15       | 12            | 2:08.33    |
| 13      | Francisco Picasso (URU)      | 2:09.81       | 14            | 2:08.94    |
| 14      | Javier Díaz (MEX)            | 2:08.77       | 13            | 2:09.82    |
| 15      | Shaune Fraser (CAY)          | 2:09.91       | 15            | 2:09.83    |
| 16      | Carlos Meléndez (ESA)        | 2:12.41       | 16            | 2:13.03    |
|         |                              |               |               |            |
| 17      | Marcos Burgos (CHI)          | 2:12.54       | 17            |            |
| 18      | Vincent van Rutten (AHO)     | 2:13.61       | 18            |            |
| 19      | Hiram Carrion (PUR)          | 2:13.64       | 19            |            |
| 20      | Kieran Locke (ISV)           | 2:14.31       | 20            |            |
| 21      | Gordon Touw Ngie Tjouw (SUR) | 2:16.62       | 21            |            |
| 22      | Roy Barahona (HON)           | 2:18.98       | 22            |            |